# Klima der Angst

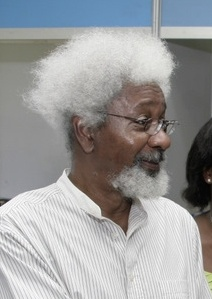
Wole Soyinka (2008)

Klima der Angst. Politische Essays ist ein Buch des nigerianischen Schriftstellers Wole Soyinka. Die Sammlung von fünf Essays wurde 2004 zuerst auf Englisch veröffentlicht. In ihnen erläutert Soyinka seine Anhaltspunkte dafür, dass es ein Muster gibt, wonach durch Angst geprägte Regime von Machthabern und selbsternannten Kämpfern in verschiedenen Ländern zunehmen. Er vertritt die Auffassung, dass politische Ursachen auf der Basis eines ethischen Willens in „einem heilenden Prozess“ identifiziert und beseitigt werden müssen.
Das Buch des Literaturnobelpreisträgers von 1986 basiert auf fünf Vorträgen mit dem Titel A changing mask of fear, die ursprünglich für öffentliche Lesungen in London, Bristol, Leeds und Atlanta verfasst worden sind. Sie wurden als The Reith Lectures 2004 zwischen dem 10. März und dem 8. Mai 2004 von BBC Radio 4 ausgestrahlt.

## Inhalt
Soyinka bringt seine Ängste vor einem sich entwickelnden Muster zum Ausdruck, wonach in verschiedenen Ländern zunehmend mittels Angst regiert werde. Er verknüpft in seiner Darstellung konkrete Ereignisse aus vielen Jahren und vielen Ländern, bei denen er zum Teil zugegen war, und kommentiert sie nicht zuletzt unter dem Eindruck der Ereignisse vom 11. September 2001. In gelegentlichen historischen Rückblicken, etwa zu 1968 in Paris und Westeuropa, nimmt Soyinka distanzierend Bezug auf anarchistische Aktionen derjenigen „Studenten und allen nur denkbaren Gruppen enttäuschter Jugendlicher“, die „Marx' Rechtsanalyse für sich entdeckt hatten: Das Gesetz war nicht neutral, sondern ein Instrument zum Schutz der herrschenden Klassen“ (S. 83).
Im Vorwort König Bassajew und das Massaker an den Unschuldigen von September 2004 kommentiert Soyinka zeitnah das Massaker an Schulkindern bei der Geiselnahme von Beslan in Tschetschenien, die von Schamil Salmanowitsch Bassajew organisiert worden war. Bewaffnete Erwachsene seien zum Wohle von Kindern in den Ort eingefallen und hätten ihnen Wasser und Nahrung weggenommen. Hunderte von Kindern seien „ihrer Würde beraubt und zutiefst in ihrer Verwundbarkeit getroffen“ worden (S. 9). Soyinka fordert Personen der islamischen Glaubensgemeinschaft dazu auf, diese Gräueltat von Beslan zu verurteilen „als eine Verzerrung des moralischen Kompasses des Islam“ und die Führung zu übernehmen, um Bassajew vor Gericht zu stellen (S. 11).
Um die Hinrichtung des nigerianischen Schriftstellers und Öko-Aktivisten Ken Saro-Wiwa und acht weiterer Bürgerrechtler in Nigeria 1995 geht es zu Beginn des Kapitels Eine sich ständig verändernde Maske der Angst. Hier spricht Soyinka zunächst über Kunst und spricht in diesem Zusammenhang auch Gewaltverhältnisse in vielen weiteren Ländern an. Dann erweitert er seine Frage von vor 20 Jahren, wie Kreativität unter willkürlicher Machtausübung überleben könne, durch die Beobachtung: „In der heutigen Zeit ist die Gemeinde derjenigen, die in Angst leben, viel größer und weniger selektiv geworden“ (S. 17). Über Symptome der Angst könne man sich vermutlich leicht einigen: Man spüre einen Verlust der gewohnten Willensfreiheit, fühle sich in seinem Freiheitsgefühl auf schmerzhafte Weise eingeschränkt, werde weniger impulsiv und sei mehr auf der Hut (S. 17). In einem Zwischenfazit hält Soyinka fest, dass „der Angriff auf die menschliche Würde eines der wichtigsten Ziele in der Heimsuchung durch die Angst ist, ein Vorspiel zur Beherrschung des Geistes und zum Triumph der Macht“ (S. 21).
Im Vortrag Über Macht und Freiheit fragt Soyinka, was Macht eigentlich sei. Sie wirke so, dass Angst vor Kontrolle steige. Aber: „Es ist die freie Willensäußerung, an der wir so verzweifelt festhalten, die unsere Vervollkommnung als soziale Wesen definiert“ (S. 67–68). Am Beispiel Algerien zeigt Soyinka, wie Normen einer zivilisierten Gesellschaft auf der Strecke bleiben, wenn Selbstgerechtigkeit an die Stelle des Rechts tritt, etwa weil Staat und Quasi-Staat einander bekämpfen (S. 50–51). Macht sei paradoxerweise der Beginn von Angst. Gegen neurotische Selbstüberschätzung hätten ältere Gesellschaften Szenarien entwickelt, die der Banalisierung von Macht dienen. Er habe als Dramatiker damit experimentiert. Soyinka schildert am Beispiel von Jean Genets Stück Der Balkon (1957) eine eigene modernisierte Zusammenfassung dazu, wie formale Macht ritualisiert wird (S. 71).
Um zwei Analyseperspektiven auf öffentliche Rhetorik geht es im Kapitel Eine Rhetorik, die bindet und blendet, nämlich um eine politische und eine religiöse. Politik und Religion sind nach Soyinkas Auffassung oft nur zwei Seiten derselben Medaille, was sich auch darin zeige, dass die politische Seite frömmelnde Züge trage und die religiöse Seite heilige Unantastbarkeit mime, wenn sie „ihren Wirkungsbereich auf das Politische und das Profane ausdehnt“ (S. 73). Soyinka wägt die Wirkung von Gesprächsformen wie Monolog und Dialog am Beispiel von Ayatollah Khomeini und Mohammad Khatami. Ziemlich sicher sei rhetorische Hysterie ein „Produkt einer einseitigen Kommunikation“ (S. 76). Seinen Anfang nehme dieser Zustand gelegentlich in „kleinen Nadelstichen, durch die eine selbstgefällige Gesellschaft belästigt und vielleicht ein gemeinschaftliches Gefühl des Andersdenkens verstärkt werden soll“ (S. 170). Soyinka bezieht sich auf den Jugendaufstand in Paris im Mai 1968, der „ein anderer bemerkenswerter Ausdruck des leidenschaftlichen Strebens nach Veränderung“ gewesen sei und den Soyinka als „eine ernste Herausforderung des Status quo“ einschätzt (S. 79). Auch heute noch gebe es den „leidenschaftlichen Drang, sein Tun auf ideologischer Selbstgerechtigkeit zu gründen“, der sich „tagtäglich in isolierten anarchistischen Einzeltaten gegen die Gesellschaft wie auch in ideologisch begründeten Kriegen rund um den Globus“ manifestiere (S. 78). Auf Kindersoldaten geht Soyinka kurz im Zusammenhang mit der ugandischen Feldherrin Alice Lakwena ein, die 1986 das Holy Spirit Movement gegründet hatte. Im letzten Abschnitt des Kapitels betont Soyinka, dass Dialog die Chance sei, das gegenwärtige Klima der Angst abzuschwächen (S. 95) und er hofft, dass mit Khatami als Präsidenten in Iran „die millionenfache Lobpreisung der Größe Gottes sich von der plumpen ultranationalistischen Politik des Sieg-Heil-Grölens loslöst“ (S. 102).
Anhand eines Beispiels aus Nordirland geht Soyinka in Das Streben nach Würde der Frage nach, warum der Begriff Würde „in allen Kulturen und Zivilisationen und über alle politischen Umstürze hinweg in so vielen Dokumenten festgeschrieben worden“ sei (S. 104). Das Streben nach menschlicher Würde scheine sich geradezu als Auslöser für Kriege und andere Gewalttaten an sich oder anderen entpuppt zu haben. Dies erläutert Soyinka anhand eines Gespräches, das er mit dem Botschafter Kubas in Nigeria geführt hat, in dem dieser bestrebt war, eine Möglichkeit zu suchen, wie die kubanische Regierung zur Auflösung der wirtschaftlichen Sanktionen seitens der USA den Dialog eröffnen könne, unter der Bedingung, die eigene Würde nicht preiszugeben. Würde, sagt Soyinka, sei „ganz einfach ein anderes Gesicht der Freiheit und somit das genaue Gegenteil von Macht und Unterdrückung“ (S. 118).
Wo fanatischer Geist herkommt, versucht Soyinka in „Ich habe recht, und du bist tot!“ zu erklären. Er sieht im Menschen eine natürliche Veranlagung, alternative Konzepte oder Varianten zu formulieren. Diese Veranlagung auszubilden werde nahezu unmöglich, wenn, wie beim „theokratischen Zwilling der Ideologie“ (S. 141) geheime Räume der Offenbarung anstelle von materiellen Bedingungen die Orte seien, aus denen Geltungsansprüche hergeleitet würden. Angst verkleide sich dann häufig als gottgefällige Frömmigkeit und dieser Angst falle Neugier zum Opfer (S. 141). Im Folgenden nimmt Soyinka u. a. kritisch Stellung zum Verhalten der Regierung Bush nach den Ereignissen des 11. September 2001 und fragt auch, wie es um andere Glaubensrichtungen bestellt ist, „die bei der Aufteilung des Globus unter der Fuchtel zweier blutbeschmierter Glaubensriesen routinemäßig an den Rand gedrängt werden“ (S. 149). Ein eigenes Gedicht, in dem es um Taslima Nasrin geht: „Sie schrieb von einem gleichmachenden Gott, androgyn und beidhändig, mit der Linken und Rechten gleich geschickt“ stellt Soyinka ans Ende seines fünften Vortrags (S. 157).
Im Beitrag Toleranz – die Lehre des Orisha, der anstelle eines Nachworts auf die fünf Vorträge folgt, schildert Soyinka, wie sich in den letzten hundert Jahren das Verhältnis zwischen christlich und muslimisch lebenden Familien am Ort seiner Herkunft verändert habe. Als „zutiefst [e]ntmutigend“ sieht er an, dass sich „lebensbedrohliche Risse aufgetan“ haben (S. 159). Man feiere bei religiösen Festen nicht mehr gemeinsam wie dies in seiner Jugend selbstverständlich gewesen sei. Abschließend fragt Soyinka danach, was indigene Religionen dazu sagen, wenn der Gesellschaft oder Gemeinschaft ein theokratisches Mandat auferlegt wird. Hier schildert er anhand der Yoruba, seiner Herkunftskultur, wie mit einem Kind bei und nach der Geburt umgegangen wird: „Die Welt der Yoruba verabscheut jede hegemonistische Haltung“ (S. 165).

## Rezeption
M. A. Orthofer schreibt zusammenfassend in Complete Review, dass ein Klima der Angst alle diejenigen kennen, die in totalitären Regimen gelebt haben und dass dies einen Großteil der Bevölkerung der Erde betrifft. Heute allerdings seien es Quasi-Staaten, die die größte Angst einflößen. Soyinka nehme eine Perspektive ein, in die er individuelle Handlungen und Reaktionen einbeziehe, unter anderem aus den USA, aus Nigeria und aus Israel. Nationale Interessen seien aus Soyinkas Sicht nur ein Faktor unter vielen. Er bestehe darauf, dass es wichtig ist, die Verhältnisse mit einem größeren Horizont zu betrachten. Auch wenn Soyinkas Argumente letztlich relativ allgemein bleiben, so sei diese Perspektive insbesondere für Leser, die die Ereignisse vom 11. September 2001 bisher nur aus nationaler Perspektive betrachtet haben, eine nützliche Anregung, die Augen weiter zu öffnen, meint Orthofer.
In ihrer Rezension des Bandes merkt Gaby Mayr an, dass es an analytischer Schärfe mangele und dass religiös motivierte Gewalt nicht ausreichend erörtert werde. Soyinka verwende einen Gewaltbegriff, der ihr als zu beliebig aufgespannt erscheint, etwa indem er auch einen Steuerbescheid erwähnenswert finde, die er als „Macht in seiner banalsten Form“ ansehe. Auch lasse sich Soyinka gelegentlich zu sehr von seinen eigenen Worten mitreißen, so die Rezensentin, und seine ungewohnten Perspektiven auf das politische Geschehen würden manchmal so wirken als habe der Autor die Hintergründe nicht ausreichend recherchiert.
Soyinka arbeite in Klima der Angst mit gut fundierten Argumenten, klarer Kontextualisierung und scharfem Verstand, konstatiert Alex Heminsley in The Observer im August 2004.

## Ausgaben
- Auf Englisch: The climate of fear. The Reith lectures 2004. Profile Press, London, 2004, ISBN 1-86197-783-2, US-amerikanische Ausgabe: Climate of fear. The quest for dignity in a dehumanized world. Random House Trade Paperbacks, New York, 2005, ISBN 0-8129-7424-7
  - Auf Deutsch: Klima der Angst. Politische Essays. Aus dem Englischen übersetzt von Gerd Meuer. 172 S., Ammann, Zürich, 2005, ISBN 3-250-30017-9
  - Auf Italienisch: Clima di paura, trad. di Andrea Bajani e Mariapaola Pierini, Codice, Torino, 2005, ISBN 88-7578-017-X

Die deutschsprachige Ausgabe 2005 besteht aus folgenden Teilen:
- König Bassajew und das Massaker an den Unschuldigen (Vorwort zur deutschsprachigen Ausgabe[1] von September 2004), S. 5–11.
- Eine sich ständig verändernde Maske der Angst, S. 13–39.
  - (en) Audio, BBC Radio 4, aufgezeichnet in The Royal Institution, London, am 9. März 2004, gesendet am 10. April und erneut am 17. April 2004
  - (en) Transkript von „The Changing Mask of Fear“
- Über Macht und Freiheit, S. 40–72.
  - (en) Audio, BBC Radio 4, aufgezeichnet in School of Oriental and African Studies (SOAS), University of London, am 11. März 2004, gesendet am 14. April und erneut am 17. April 2004
  - (en) Transkript von „Power and Freedom“
- Eine Rhetorik, die bindet und blendet, S. 73–102.
  - (en) Audio, BBC Radio 4, aufgezeichnet im IMAX Theatre in Bristol am 23. März 2004, gesendet am 21. April und erneut am 24. April 2004
  - (en) Transkript von „Rhetoric that Binds and Blinds“
- Das Streben nach Würde, S. 103–128.
  - (en) Audio, BBC Radio 4, aufgezeichnet in der University of Leeds am 25. März 2004, gesendet am 28. April und erneut am 1. Mai 2004
  - (en) Transkript von „A Quest for Dignity “
- „Ich habe recht, und du bist tot!“, S. 129–157.
  - (en) Audio, BBC Radio 4, aufgezeichnet in der Emory University in Atlanta, USA, am 29. März 2004, gesendet am 5. Mai und erneut am 8. Mai 2004
  - (en) Transkript von „I am Right; You are Dead“
- Toleranz – die Lehre des Orisha (Anstelle eines Nachworts), S. 158–173.